# Понцано (Терамо)
Понцано (итал. Ponzano) је насеље у Италији у округу Терамо, региону Абруцо.
Према процени из 2011. у насељу је живело 335 становника. Насеље се налази на надморској висини од 363 м.